# Tom Holt
Tom Holt, właśc. Thomas Holt (ur. 13 września 1961 w Londynie) – brytyjski powieściopisarz, autor powieści fantastycznych oraz historycznych.
Jest autorem ponad 20 humorystycznych powieści fantastycznych. W Polsce do 2011 roku opublikowano trzy z nich, The Portable Door (Przenośne drzwi, Prószyński Media, 2009) In Your Dreams (Śniło ci się, Prószyński Media, 2010) i "Earth, Air, Fire, and Custard" ("Ziemia, powietrze, ogień i... budyń", Prószyński Media, 2011). Zaś wydawnictwo Bellona wydało jedną z jego pięciu powieści historycznych, Song for Nero (Pieśn dla Nerona, 2005). Oprócz tego opowiadanie Holta Skażenie nadprzyrodzone weszło w skład antologii Wielka księga opowieści o czarodziejach Tom. 1 (Lublin : Fabryka Słów, 2010).
Powieści fantasy publikuje pod pseudonimem K.J. Parker.